# Cabezo del Sabinar

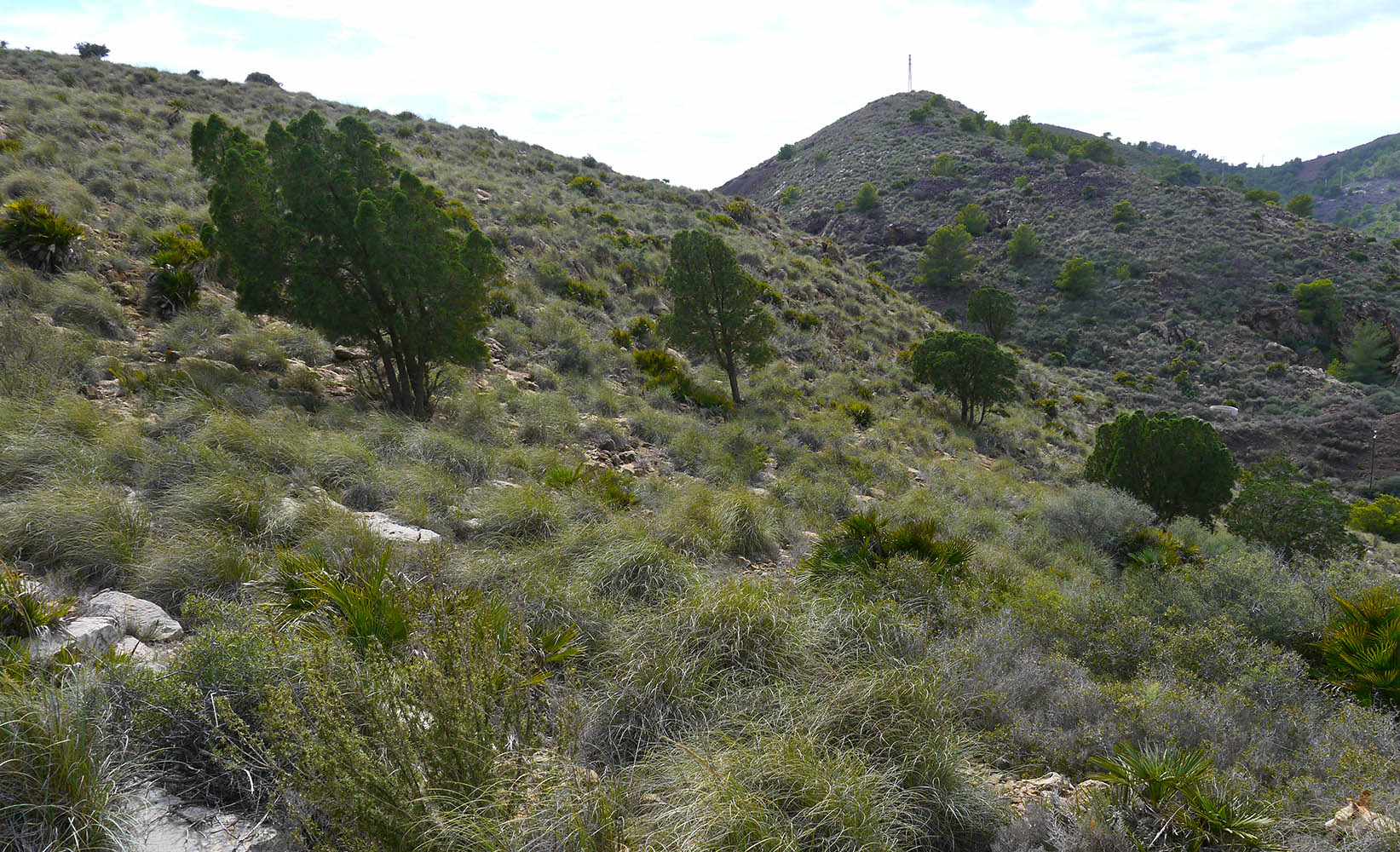
Ejemplares de sabina mora (Tetraclinis articulata) en una ladera del Cabezo del Sabinar.

El Cabezo del Sabinar es un espacio protegido situado en el municipio de Cartagena en la Región de Murcia, en el entorno del Mar Menor, cerca del pueblo de Los Belones. 
Se trata de una pequeña elevación de roca caliza que toma su nombre de la presencia dominante de formaciones de sabina mora (Tetraclinis articulata).

## Especies vegetales
El Sabinar contiene comunidades de arbustos muy singulares, constituidos principalmente por el espino negro (Rhamnus lycioides), el palmito (Chamaerops humilis), la coscoja (Quercus coccifera) y el esparto (Macrochloa tenacissima). 
Sin embargo, la especie vegetal más notable de las presentes en este espacio natural, y el principal motivo por el cual se declaró la protección del cabezo, es el ciprés de Cartagena o sabina mora (Tetraclinis articulata), un endemismo iberoafricano, que destaca especialmente aquí por constituir el único lugar en las sierras de Cartagena donde este árbol es dominante frente al pino carrasco, que en El Sabinar se muestra ausente.
Junto a la sabina mora, destaca la presencia de otros endemismos iberoafricanos como el cornical (periploca angustifolia), el arto (maytenus senegalensis) y el oroval (Withania frutescens).

## Protección medioambiental
En la actualidad está protegido dentro del espacio denominado Espacios abiertos e islas del Mar Menor con la categoría de Parque natural y Lugar de importancia comunitaria (LIC).
A pesar de esta protección medioambiental, el espacio se encuentra profundamente degradado debido al sobrepastoreo, habiéndose perdido por esta causa un 30% de los ejemplares adultos e impidiendo el crecimiento de nuevos ejemplares.